# Aéroport de Chambéry-Savoie
Luchthaven Chambéry-Savoie (Frans: Aéroport de Chambéry-Savoie; IATA: CMF, ICAO: LFLB) is een luchthaven gelegen in de gemeente Le Bourget-du-Lac nabij Chambéry in het Franse departement Savoie. De luchthaven staat ook bekend onder de naam Chambéry Aix-les-Bains. Vanwege de ligging is de luchthaven een belangrijke bestemming voor reizigers naar de Franse Alpen.
Vanwege een beveiligingsprobleem met de MediaWiki Graph-software is het momenteel niet mogelijk deze grafiek weer te geven. Zodra de software is bijgewerkt zal de grafiek vanzelf weer zichtbaar worden.